# 2MASSI J0937347+293142
2MASSI J0937347+293142 eller 2MASS J09373487+2931409, är en ensam stjärna i norra delen av stjärnbilden Lejonet. Den har en skenbar magnitud av ca 14,68 (J) och kräver ett kraftfullt teleskop för att kunna observeras. Baserat på parallax på ca 163,4 mas, beräknas den befinna sig på ett avstånd på ca 20 ljusår (ca 6 parsek) från solen.

## Egenskaper
2MASSI J0937347+293142 är en brun dvärgstjärna av spektralklass T6p, som har ett ovanligt spektrum, som anger en metallfattig atmosfär och/eller en hög ytgravitation (högt tryck vid ytan). Den har en massa som är ca 41,6 jupitermassor, en radie som är ca 0,94 jupiterradier och har ca 0,000005 gånger solens utstrålning av energi från dess fotosfär vid en effektiv temperatur av ca 880 K. The Research Consortium On Nearby Stars (RECONS) uppskattade stjärnans massa till 0,03 solmassor. Ingen optisk variation hade observerats fram till 2014.